# Darney
Pour les articles homonymes, voir Darney (homonymie).
Darney est une commune française située dans le département des Vosges, en Lorraine, dans la région administrative Grand Est.
Ses habitants sont appelés les Darnéens.

## Géographie

### Localisation
Darney est située dans la Vôge, bâtie sur les flancs d'un promontoire dominant la vallée naissante de la Saône.
| Relanges           | Bonvillet          | Bonvillet |
| Belmont-lès-Darney | Darney             | Bonvillet |
| Belmont-lès-Darney | Belmont-lès-Darney | Belrupt   |

### Géologie et relief

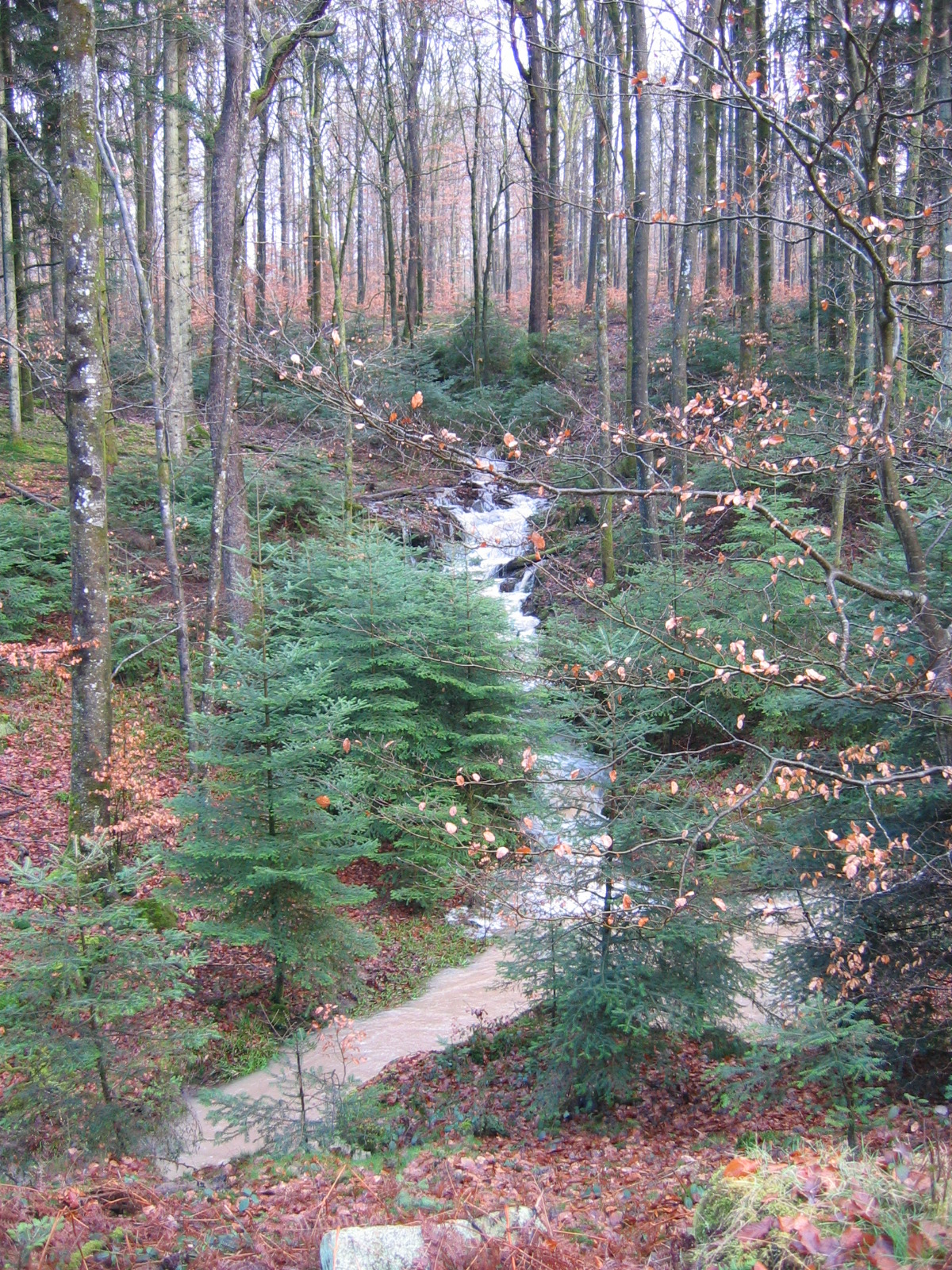
Forêt de Darney.

La commune se compose de 90,38 hectares de territoires artificialisés (11,48 %), 218,96 hectares de territoires agricoles (27,82 %) et 477,95 hectares de forêts et milieux semi-naturels (60,73 %).
La commune est connue pour sa remarquable forêt de hêtres et de chênes.
Espaces naturels :
- Un espace protégé hors Natura 2000 :

Tranchée des quatre mares.
- Un espace protégé Natura 2000 :

Gîtes à chiroptères de la Vôge.
- Deux zones naturelles d'intérêt écologique, faunistique et floristique (Znieff) :

Gîtes à chiroptères de Darney et Monthureux-sur-Saône.
Vôge et Bassigny.

### Voies de communication et transports

#### Voies routières
La ville de Darney est distante de 40 km de la préfecture Épinal, de 20 km de Vittel et de 30 km de l'autoroute A31.

### Hydrographie et les eaux souterraines
Hydrogéologie et climatologie : Système d’information pour la gestion des eaux souterraines du bassin Rhin-Meuse :
Territoire communal : Occupation du sol (Corinne Land Cover); Cours d'eau (BD Carthage),
Géologie : Carte géologique; Coupes géologiques et techniques,
 Hydrogéologie : Masses d'eau souterraine; BD Lisa; Cartes piézométriques.

#### Réseau hydrographique

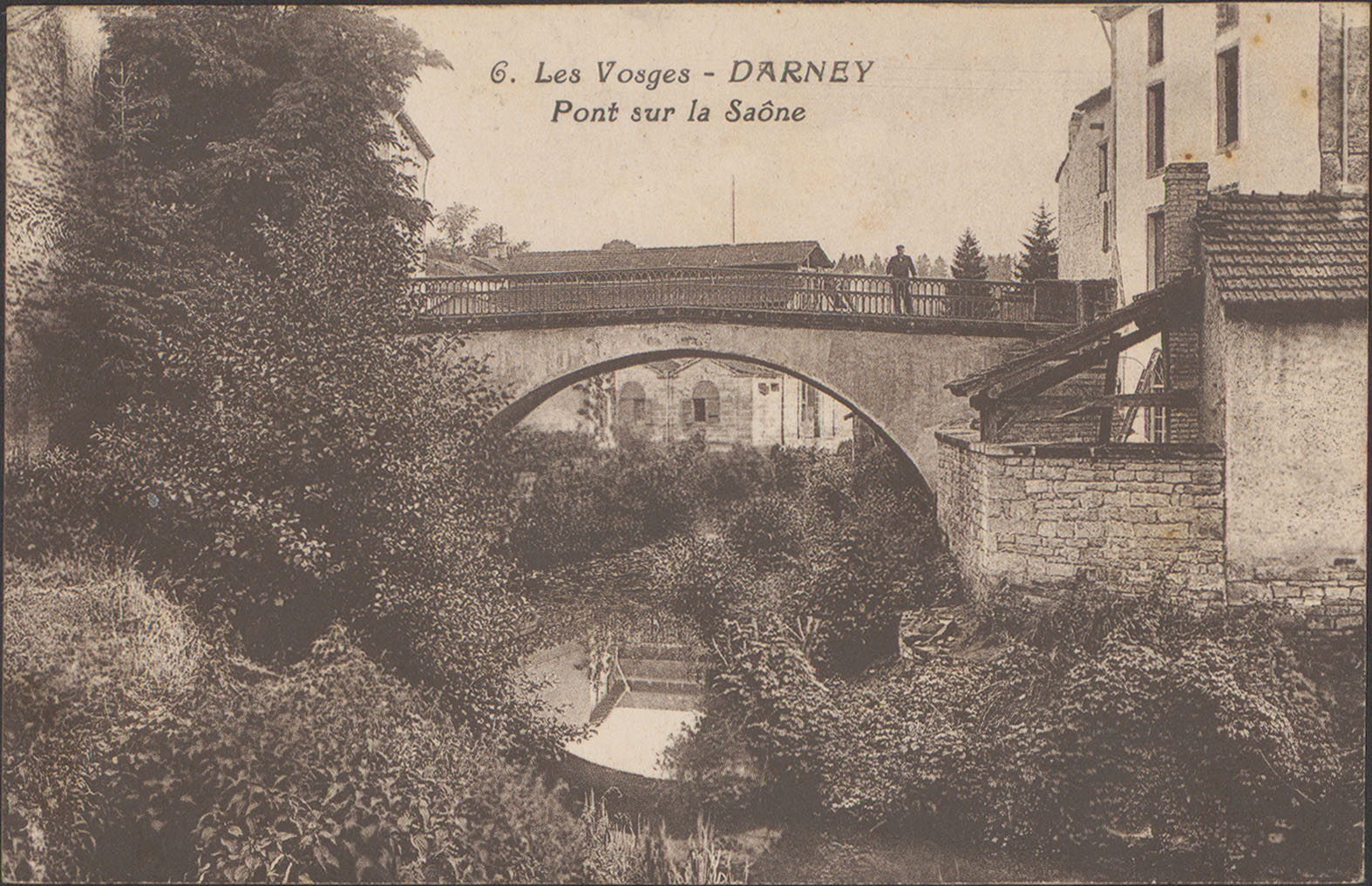
Pont sur la Saône.

La commune est située dans le bassin versant de la Saône au sein du bassin Rhône-Méditerranée-Corse. 
Elle est drainée par la Saône, le ruisseau du Bois le Comte, la Houdrie, le ruisseau de l'Etang de Belrupt et le ruisseau Noires Gouttes.
La Saône prend sa source à Vioménil au pied du Ménamont, au sud des monts Faucilles à 405 m d'altitude. Elle conflue avec le Rhône à Lyon, à l'altitude de 163 mètres après avoir traversé le val de Saône.

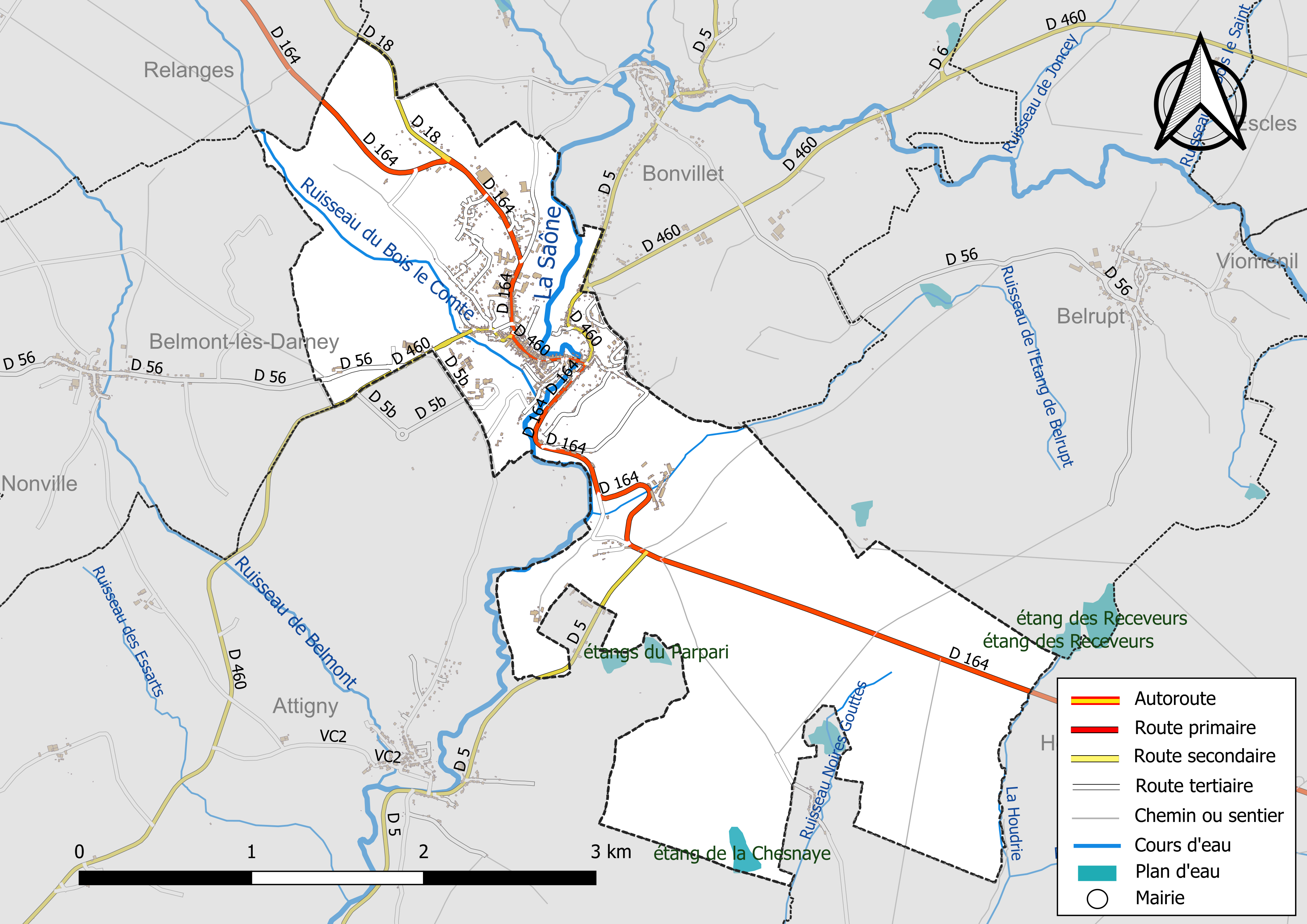
Réseaux hydrographique et routier de Darney.

#### Gestion et qualité des eaux
Le territoire communal est couvert par le schéma d'aménagement et de gestion des eaux (SAGE) « Nappe des Grès du Trias Inférieur ». Ce document de planification, dont le territoire comprend le périmètre de la zone de répartition des eaux de la nappe des Grès du trias inférieur (GTI), d'une superficie de 1 497 km2,  est en cours d'élaboration. L’objectif poursuivi est de stabiliser les niveaux piézométriques de la nappe des GTI et atteindre l'équilibre entre les prélèvements et la capacité de recharge de la nappe. Il doit être cohérent avec les objectifs de qualité définis dans les SDAGE Rhin-Meuse et Rhône-Méditerranée. La structure porteuse de l'élaboration et de la mise en œuvre est le conseil départemental des Vosges.
La qualité des eaux de baignade et des cours d’eau peut être consultée sur un site dédié géré par les agences de l’eau et l’Agence française pour la biodiversité.

### Climat
Pour des articles plus généraux, voir Climat du Grand Est et Climat des Vosges.
En 2010, le climat de la commune est de type climat des marges montargnardes, selon une étude du Centre national de la recherche scientifique s'appuyant sur une série de données couvrant la période 1971-2000. En 2020, Météo-France publie une typologie des climats de la France métropolitaine dans laquelle la commune est dans une zone de transition entre le climat océanique altéré et le climat océanique altéré et est dans la région climatique  Lorraine, plateau de Langres, Morvan, caractérisée par un hiver rude (1,5 °C), des vents modérés et des brouillards fréquents en automne et hiver. 
Pour la période 1971-2000, la température annuelle moyenne est de 9,8 °C, avec une amplitude thermique annuelle de 17,1 °C. Le cumul annuel moyen de précipitations est de 952 mm, avec 12,7 jours de précipitations en janvier et 9,6 jours en juillet. Pour la période 1991-2020, la température moyenne annuelle observée sur la station météorologique de Météo-France la plus proche, « Lignéville », sur la commune de Lignéville à 11 km à vol d'oiseau, est de 10,3 °C et le cumul annuel moyen de précipitations est de 856,3 mm. 
La température maximale relevée sur cette station est de 38,7 °C, atteinte le 25 juillet 2019 ; la température minimale est de −17,5 °C, atteinte le 20 décembre 2009,,. 
Les paramètres climatiques de la commune ont été estimés pour le milieu du siècle (2041-2070) selon différents scénarios d'émission de gaz à effet de serre à partir des nouvelles projections climatiques de référence DRIAS-2020. Ils sont consultables sur un site dédié publié par Météo-France en novembre 2022.

## Urbanisme

### Typologie
Au 1er janvier 2024, Darney est catégorisée bourg rural, selon la nouvelle grille communale de densité à sept niveaux définie par l'Insee en 2022.
Elle est située hors unité urbaine et hors attraction des villes,.

### Occupation des sols
L'occupation des sols de la commune, telle qu'elle ressort de la base de données européenne d’occupation biophysique des sols Corine Land Cover (CLC), est marquée par l'importance des forêts et milieux semi-naturels (60,8 % en 2018), une proportion identique à celle de 1990 (60,8 %). La répartition détaillée en 2018 est la suivante : 
forêts (60,8 %), prairies (19,4 %), zones urbanisées (11,5 %), zones agricoles hétérogènes (8,3 %). L'évolution de l’occupation des sols de la commune et de ses infrastructures peut être observée sur les différentes représentations cartographiques du territoire : la carte de Cassini (XVIIIe siècle), la carte d'état-major (1820-1866) et les cartes ou photos aériennes de l'IGN pour la période actuelle (1950 à aujourd'hui).

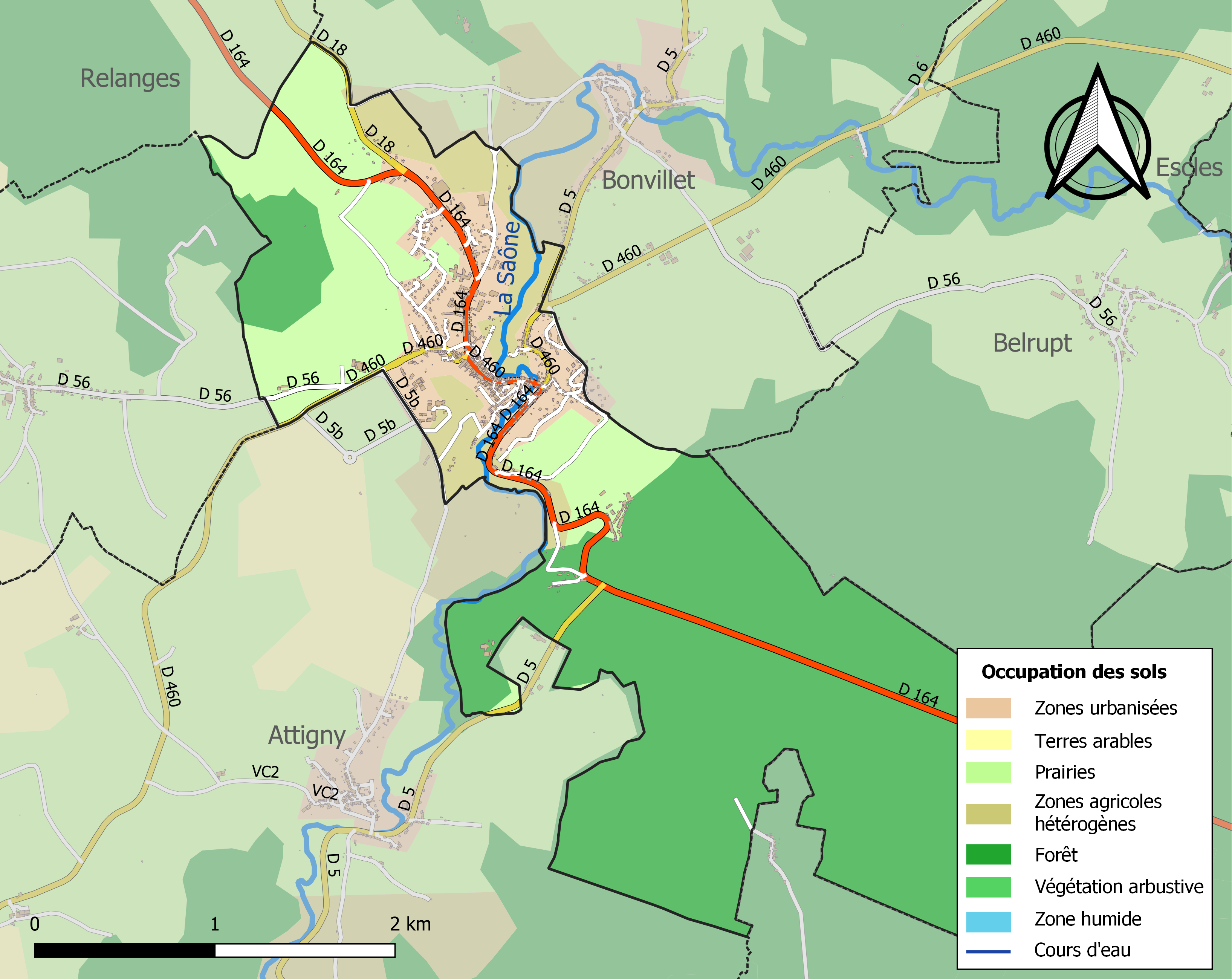
Carte des infrastructures et de l'occupation des sols de la commune en 2018 (CLC).

## Toponymie
Darney est attesté sous les formes Darneiaco en 1052; Darneio en 1050; Darneiaco en 1052; Darnei en 1138; Darnei, Darney en 1220; Darné en 1226; Dargney 1248; Darny lou Chasteil en 1290; Darnayo en 1325; Darnei en 1338; Derney en 1427; Darney en Vosges en 1735; Darnay en Vosges en 1749.
Albert Dauzat suggère une dénomination originelle * Darniacum, basée sur un nom d'homme gallo-romain * Darnos, bâti sur une racine gauloise * darn-. Il est suivi du suffixe -(i)acum, d'origine celtique marquant le lieu, ainsi que la propriété. Les appellations transitoires de Darney le Château et Darney en Vosges ne se sont pas maintenues. Les formes latinisées du type Darneio (Darneium) sont des latinisations fautives de clercs, ignorants de l'étymologie réelle, sur la base de la forme d'ancien français en -ei comme c'est souvent le cas pour l'ensemble des noms en -(i)acum dans le domaine d'oïl et franco-provençal.
Pour l'anecdote, Dom Calmet donne à Darney l'origine suivante :
« Le nom Darney, Darneium, comme il est nommé dans les pouillés, vient apparemment du nom Darnus qui, chez les écrivains de basse latinité, signifie un banquier, un changeur ; ce qui dérive du grec, Danos, d'où vient Danistes ou Danista, un banquier. Il y a encore d'autres lieux nommés Darney en Lorraine et en France, comme Darney-aux-Chênes et Darnieulles. ». Il emprunte sans doute une partie de son explication au glossaire du latin médiéval de Du Cange en omettant de mentionner que ce dernier émet aussi l'hypothèse d'un étymon celtique.
Remarque : Du Cange avait fait le lien entre darnus et le mot français darne (de poisson). Pierre-Yves Lambert considère que darne est d'origine gauloise, il le rapproche du breton darn « partie, quelques-uns ».

## Histoire
Darney est bâtie sur les flancs d'un promontoire dominant la vallée de la Saône..
Ville fortifiée au Moyen Âge, flanquée⁸ de tours et de deux portes fortifiées, on l'appelle la « cité aux trente tours ». C'est au duc Thiébaud II de Lorraine que l'on doit l'église paroissiale en 1308. La ville est détruite au Moyen Âge et la cité démantelée en 1634. Lors de la guerre de Trente Ans, Darney est ravagée par les alliés des Français les Suédois de Bernard de Saxe-Weimar, la ville est incendiée. Le château est rasé en 1639, mais il reste quelques vestiges qui constituent une partie de l'étage inférieur de l'actuel château construit en 1725 lorsque la ville se rebâtit  au début du XVIIIe siècle.
La ville était une prévôté dont la juridiction s’étendait sur vingt-cinq villages ou hameaux. En 1751, Darney devient le siège d'un bailliage entièrement régi par la coutume de Lorraine, mais les localités qui le composaient étaient comprises soit dans le diocèse de Besançon, soit dans le diocèse de Toul. Son église, dédiée à sainte Marie-Madeleine, faisait partie du diocèse de Besançon. La cure était à la collation du prieur de Relanges.
Darney fut chef-lieu de district de 1790 à l’an III, puis chef-lieu de canton. Depuis le décret no 2014-268 du 27 février 2014 portant délimitation des cantons dans le département des Vosges, le nouveau canton de Darney regroupe les anciens cantons de Darney, Dompaire, Lamarche et Monthureux-sur-Saône.
Une coïncidence singulière se produisit en 1918. En effet, la forêt de Darney a attiré, depuis le XIVe siècle, les verriers de Bohême qui apportèrent en France les secrets de leur industrie (les blasons des gentilshommes verriers, descendants de ces familles venues de Bohême à la demande des ducs de Lorraine, décorent la grande salle du château actuel). Mais Darney fut aussi au cours de la Première Guerre mondiale le lieu de rassemblement des volontaires tchèques et slovaques. Le 30 juin 1918, la déclaration de l'indépendance de l'État tchécoslovaque fut proclamée dans le village ; le président français Raymond Poincaré, en présence de Beneš, opposant farouche à la dynastie habsbourgeoise, remit officiellement son drapeau à l'armée tchécoslovaque qui avait été formée et instruite en France. Darney a donc son histoire liée à l'histoire tchécoslovaque.
Le 12 septembre 1944, Darney est libérée par le groupement léger du colonel Roumiantzoff, le peloton du lieutenant Nanterre du 501e régiment de chars de combat ainsi que par un détachement du RBFM mené par l'enseigne de vaisseau Guillon en marge de la Bataille de Dompaire.

## Politique et administration
Darney est chef-lieu d'un canton comprenant 21 communes.

### Budget et fiscalité 2023

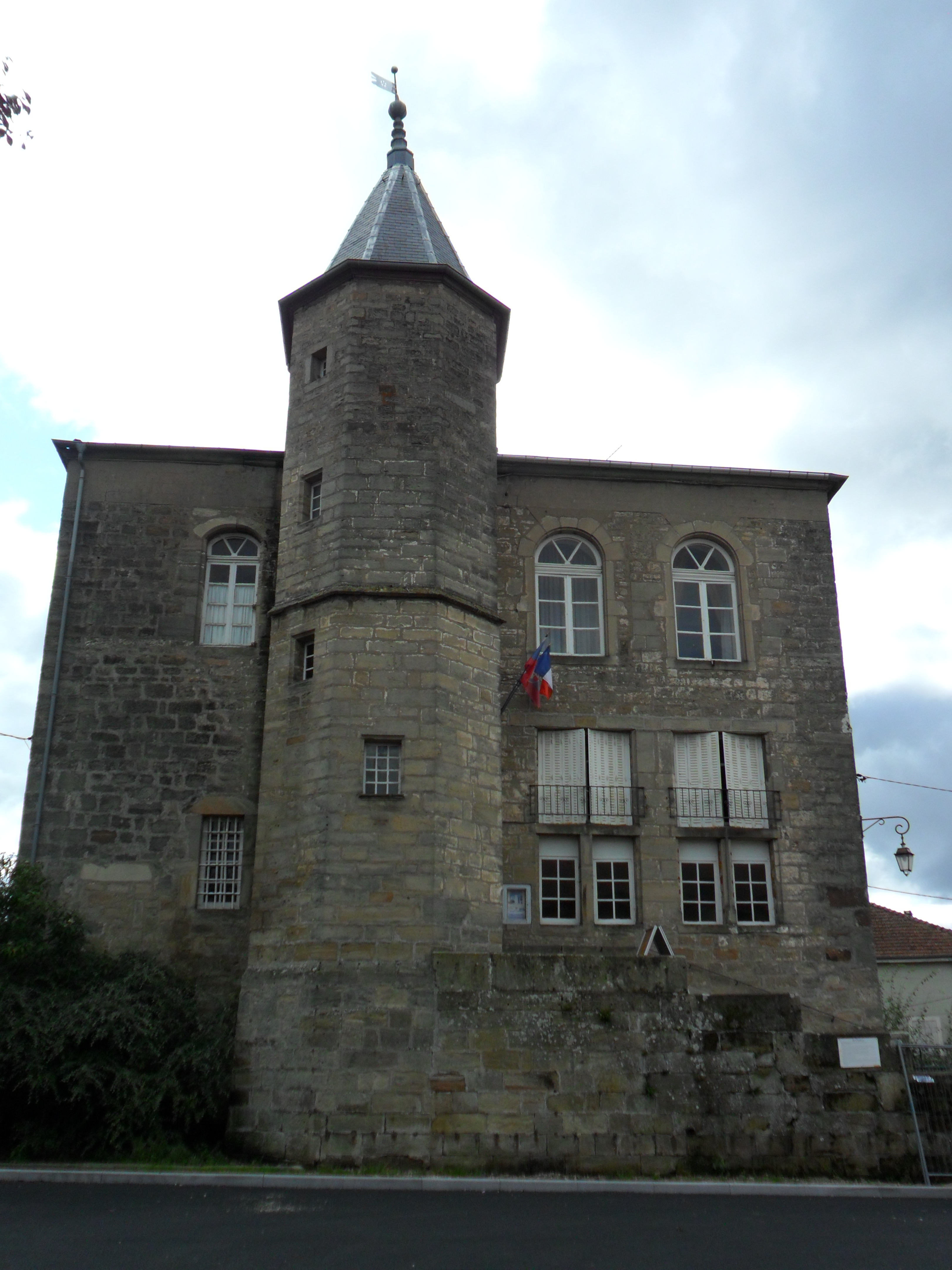
Le château de Darney (ancien hôtel de ville) abrite depuis 1938 le Musée historique et militaire tchécoslovaque.

En 2023, le budget de la commune était constitué ainsi :
- total des produits de fonctionnement : 1 111 000 €, soit 994 € par habitant ;
- total des charges de fonctionnement : 798 000 €, soit 714 € par habitant ;
- total des ressources d'investissement : 355 000 €, soit 318 € par habitant ;
- total des emplois d'investissement : 1 905 000 €, soit 1 704 € par habitant ;
- endettement : 735 000 €, soit 658 € par habitant.

Avec les taux de fiscalité suivants :
- taxe d'habitation : 23,07 % ;
- taxe foncière sur les propriétés bâties : 39,49 % ;
- taxe foncière sur les propriétés non bâties : 34,08 % ;
- taxe additionnelle à la taxe foncière sur les propriétés non bâties : 0,00 % ;
- cotisation foncière des entreprises : 0,00 %.

Chiffres clés Revenus et pauvreté des ménages en 2021 : médiane en 2021 du revenu disponible, par unité de consommation : 19 800 €.

### Liste des maires
| Période                                  | Période   | Identité                     | Étiquette | Qualité                                                                                    |
| ---------------------------------------- | --------- | ---------------------------- | --------- | ------------------------------------------------------------------------------------------ |
| Les données manquantes sont à compléter. |           |                              |           |                                                                                            |
| 1930                                     | 1962      | André Barbier (1885-1962)    | DVD       | Vétérinaire, décédé en cours de mandat Député (1926-1932, 1945-1955), sénateur (1934-1940) |
| Les données manquantes sont à compléter. |           |                              |           |                                                                                            |
| 1973                                     | 1988      | André Pairon (1918-2008)     | DVD       | Lieutenant-colonel Conseiller général du canton de Darney (1983-1988)                      |
| 1988                                     | juin 1995 | André Claude (1922-2018)     |           | Gérant de société                                                                          |
| juin 1995                                | mars 2008 | Jacques Dumoulin (1932-2010) | SE        | Retraité de l'enseignement                                                                 |
| mars 2008                                | mars 2014 | Hervé Buffe                  | SE        |                                                                                            |
| mars 2014                                | En cours  | Yves Desvernes               | SE        | Retraité de la Fonction publique                                                           |

### Jumelages
- Austerlitz (Moravie) (Tchéquie) depuis 1987

Darney est jumelée avec la ville morave de Slavkov u Brna, plus connue sous le nom d'Austerlitz.

## Population et société

### Démographie

#### Évolution démographique
L'évolution du nombre d'habitants est connue à travers les recensements de la population effectués dans la commune depuis 1793. Pour les communes de moins de 10 000 habitants, une enquête de recensement portant sur toute la population est réalisée tous les cinq ans, les populations de référence des années intermédiaires étant quant à elles estimées par interpolation ou extrapolation. Pour la commune, le premier recensement exhaustif entrant dans le cadre du nouveau dispositif a été réalisé en 2008.

En 2022, la commune comptait 1 078 habitants, en évolution de −2,62 % par rapport à 2016 (Vosges : −2,96 %, France hors Mayotte : +2,11 %).
| 1793  | 1800  | 1806  | 1821  | 1831  | 1836  | 1841  | 1846  | 1856  |
| ----- | ----- | ----- | ----- | ----- | ----- | ----- | ----- | ----- |
| 1 092 | 1 033 | 1 055 | 1 370 | 1 784 | 1 870 | 1 880 | 1 968 | 1 860 |

| 1861  | 1866  | 1872  | 1876  | 1881  | 1886  | 1891  | 1896  | 1901  |
| ----- | ----- | ----- | ----- | ----- | ----- | ----- | ----- | ----- |
| 1 928 | 1 932 | 1 792 | 1 833 | 1 647 | 1 604 | 1 497 | 1 430 | 1 416 |

| 1906  | 1911  | 1921  | 1926  | 1931  | 1936  | 1946  | 1954  | 1962  |
| ----- | ----- | ----- | ----- | ----- | ----- | ----- | ----- | ----- |
| 1 380 | 1 487 | 1 240 | 1 274 | 1 245 | 1 255 | 1 364 | 1 435 | 1 810 |

| 1968  | 1975  | 1982  | 1990  | 1999  | 2006  | 2008  | 2013  | 2018  |
| ----- | ----- | ----- | ----- | ----- | ----- | ----- | ----- | ----- |
| 1 930 | 1 922 | 1 736 | 1 534 | 1 339 | 1 254 | 1 223 | 1 144 | 1 078 |

| 2022  | - | - | - | - | - | - | - | - |
| ----- | - | - | - | - | - | - | - | - |
| 1 078 | - | - | - | - | - | - | - | - |

### Enseignement
Établissements d'enseignements :
- Écoles maternelles et primaires à Darney, Hennezel, Monthureux-sur-Saône.
- Collèges à Monthureux-sur-Saône, Vittel, Contrexéville, La Vôge-les-Bains, Vauvillers.
- Lycées à Contrexéville, La Vôge-les-Bains, Harol, Mandres-sur-Vair, Mirecourt.

#### Enseignement spécialisé
- L'institut médico-éducatif "L'Eau vive"[37] :  depuis 1985, cet établissement accueille des enfants en situation de handicap mental atteints de déficience intellectuelle. Il a pour objectif leur accompagnement  éducatif, psychologique, médical, thérapeutique et professionnel.
- L'institut de formation professionnelle[38] : créé en 1975, il accueille des personnes en situation de handicap léger à partir de 12 ans qu'il accompagne vers l'autonomie sociale, dans la scolarité et l'accès au milieu professionnel.

### Santé
Professionnels et établissements de santé :
- Médecins à Darney, Monthureux-sur-Saône, Lerrain, Passavant-la-Rochère, Vittel, Contrexéville.
- Pharmacies à Darney, Hennezel, Monthureux-sur-Saône, Lerrain, Passavant-la-Rochère, Vittel, Contrexéville.
- Hôpitaux à Vittel, Ville-sur-Illon.

### Cultes
- Culte catholique, Paroisse Saint-Martin-de-la-Forêt[40], Diocèse de Saint-Dié.

## Économie

### Entreprises et commerces

#### Agriculture
- Élevage d'autres bovins et de buffles.
- Élevage de vaches laitières.
- Élevage d'ovins et de caprins.
- Exploitation forestière.
- Culture de fruits à pépins et à noyau.

#### Tourisme
- Hébergements et restauration à Darney, Nonville, Vittel, Serocourt, Contrexéville.

#### Commerces
- Commerces et services de proximité[41].

## Culture locale et patrimoine

### Lieux et monuments

#### Patrimoine tchécoslovaque
La cité de Darney est appelée depuis 1918 le « sanctuaire de la Tchécoslovaquie » et entretient des relations étroites avec ce nouvel État, puis depuis 1993 avec les deux États séparés de Tchéquie et de Slovaquie. Elle possède plusieurs lieux dédiés à ce souvenir.
- Le château de Darney (ancien hôtel de ville) abrite depuis 1938 le Musée historique et militaire tchécoslovaque, qui conserve notamment la déclaration d'indépendance de la Tchécoslovaquie. Il est inscrit au titre des monuments historiques par arrêté du 28 décembre 1984[43].
- La place Masaryk borde la maison où le président Tomáš Masaryk a séjourné en décembre 1918. Elle accueille en outre le monument aux morts de 1870-1871 de la ville[44].
- Le square du jumelage (ou place du jumelage) a été aménagé en 1987, en l'honneur de la création du jumelage entre Darney et la ville morave de Slavkov u Brna, plus connue sous son nom allemand d'Austerlitz. Il est surmonté depuis 2001 d'un dessin du château de Slavkov.
- Le square Václav Havel, construit en 1993, accueille un mur de brique rouge partiellement éventré qui évoque le courage du président Václav Havel pendant les dures années de la République socialiste tchécoslovaque. Ce monument prend tout son sens lorsque le président tchèque décrète, le 7 février 2002, que le 30 juin sera la fête officielle et annuelle des forces armées tchèques.
- Le monument du camp Kléber, situé à la sortie de Darney, en allant vers Monthureux-sur-Saône, est un mémorial construit en mémoire des légionnaires du camp Kléber de Darney, sur l'emplacement même du camp. On peut y lire : « À Darney j'ai pour la première fois senti la certitude de la victoire. E. BENES 1918 ». Le sénateur-maire André Barbier, conseiller général, est à l'origine en 1937[45] de l'érection d'un premier monument en 1938[46], avec l'appui, moral et financier, du Conseil général et des gouvernements français et tchécoslovaques[47],[48], la même année que la création du musée. Les travaux sont dirigés par l'architecte français Robert Danis. Le monument est achevé en 1939[49]. Ce monument ayant été dynamité par les Allemands dès novembre 1940, un nouveau est construit en 1967-1968 par Benoît Danis, le fils du premier architecte. Une cérémonie s'y déroule chaque année pour commémorer la date du 29 juin. Un wagon d'époque, du même type que ceux utilisés par les volontaires tchécoslovaques pour venir à Darney et se rendre sur les champs de bataille, est installé à côté du mémorial en 2007.

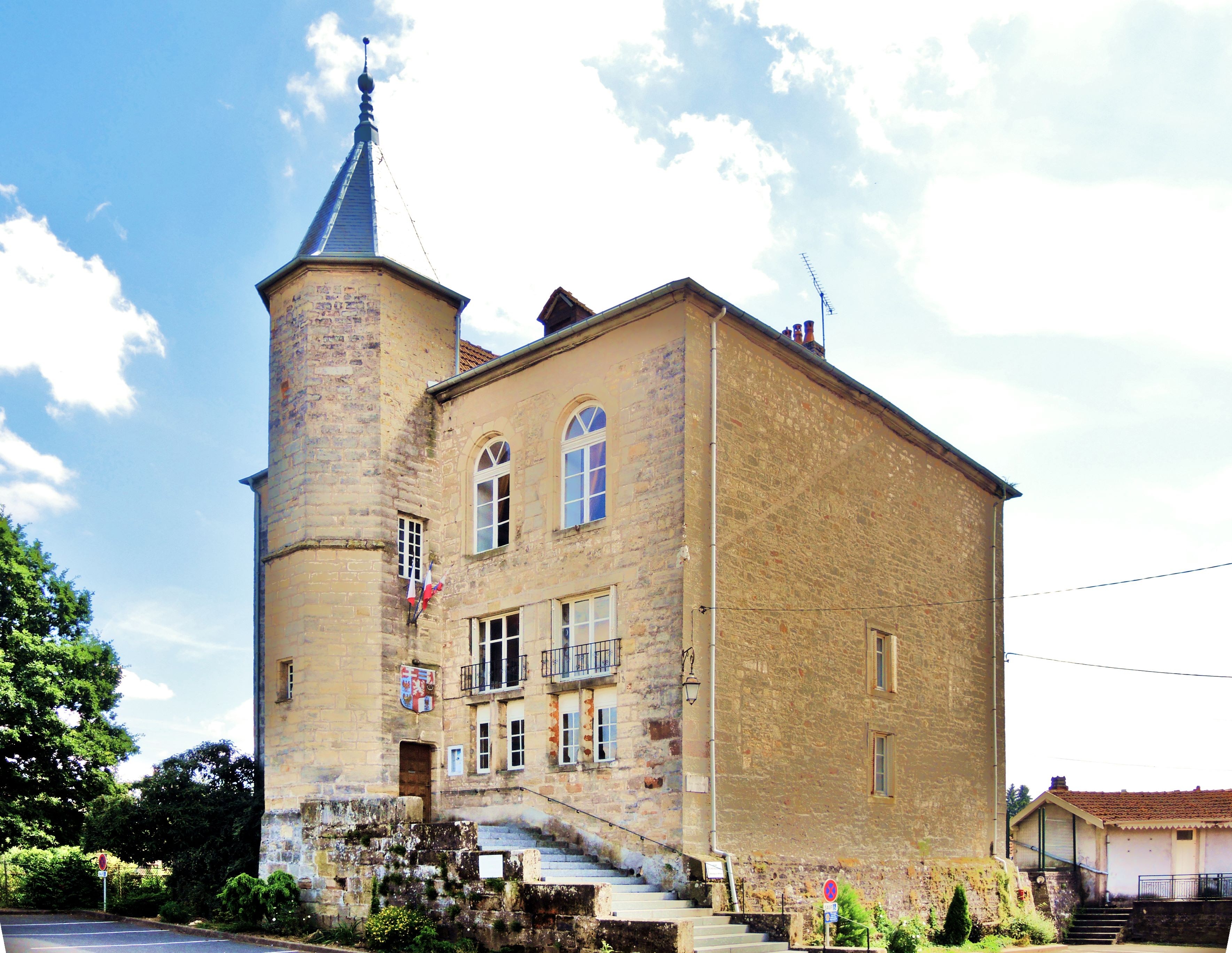
Château de Darney aujourd'hui.
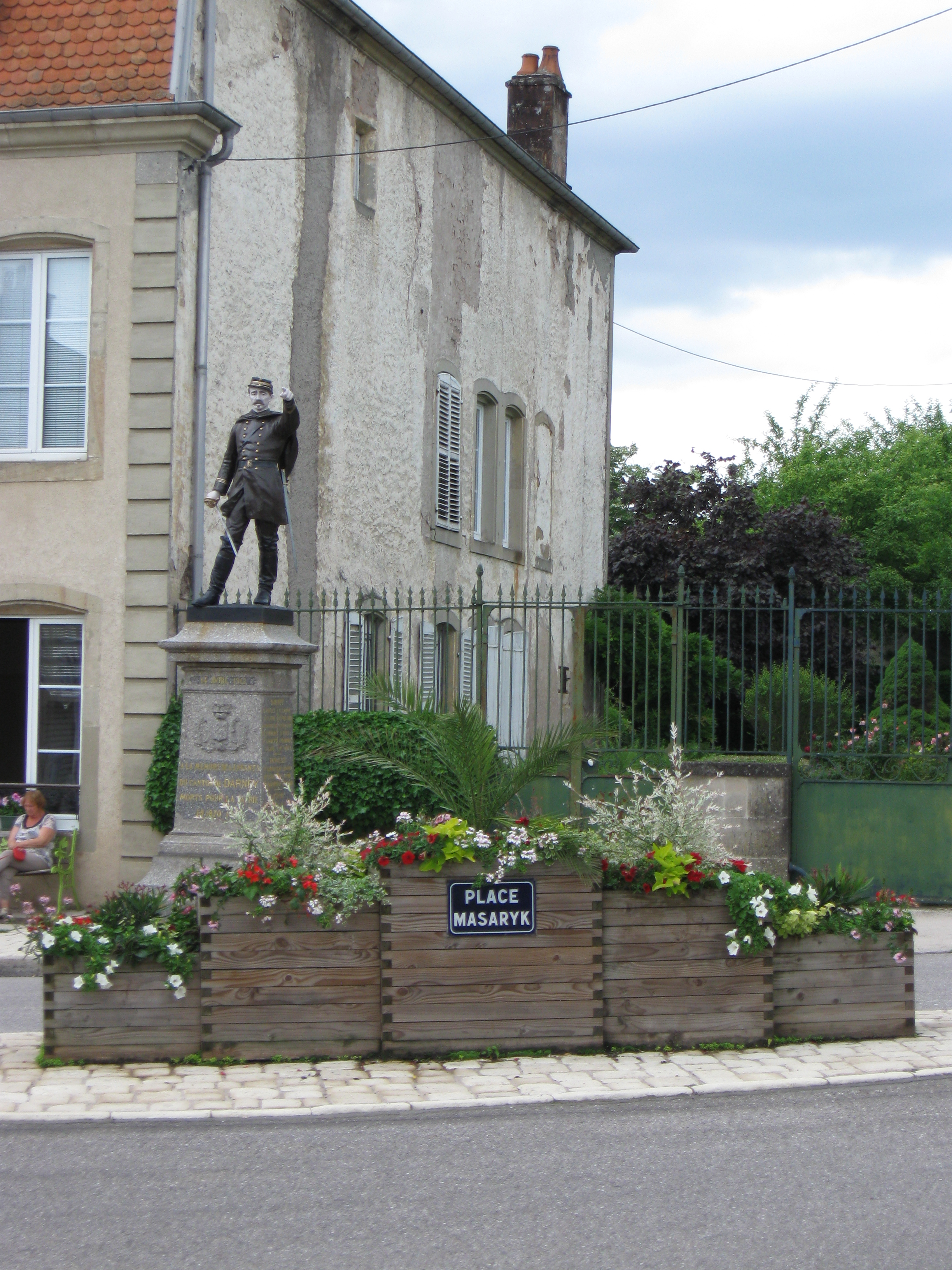
Place Masaryk.
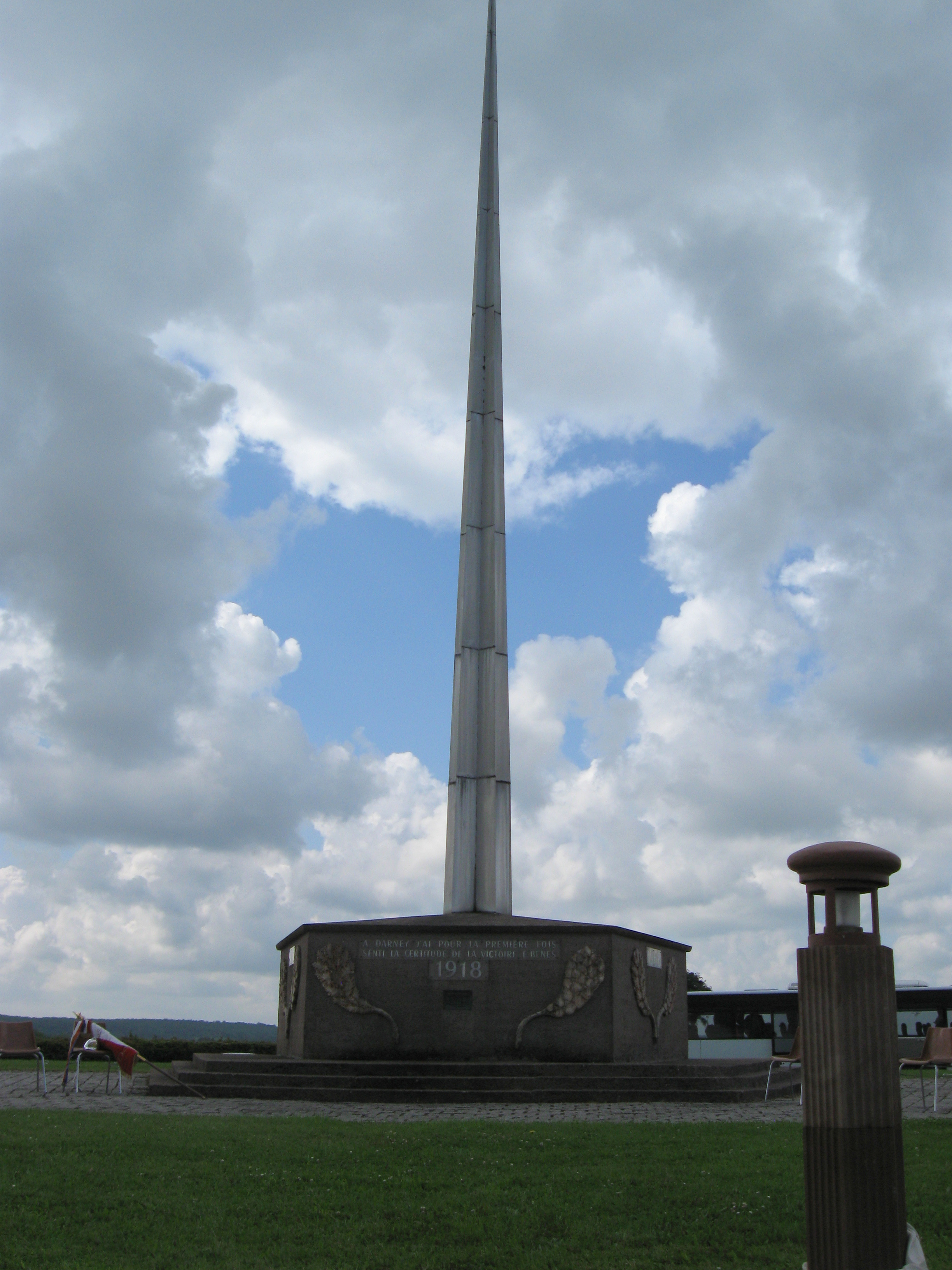
Monument du camp Kléber.
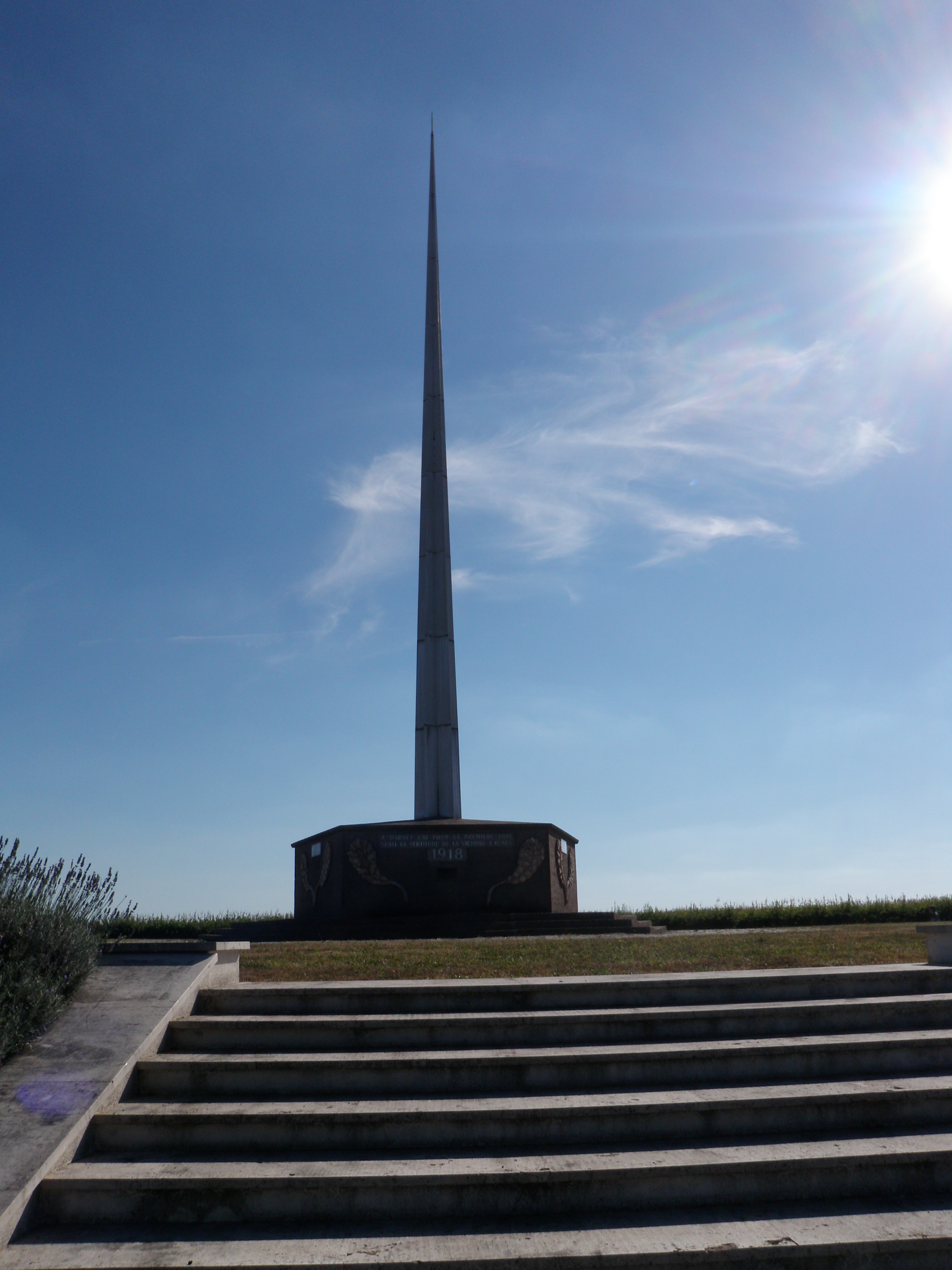
Monument du camp Kléber.
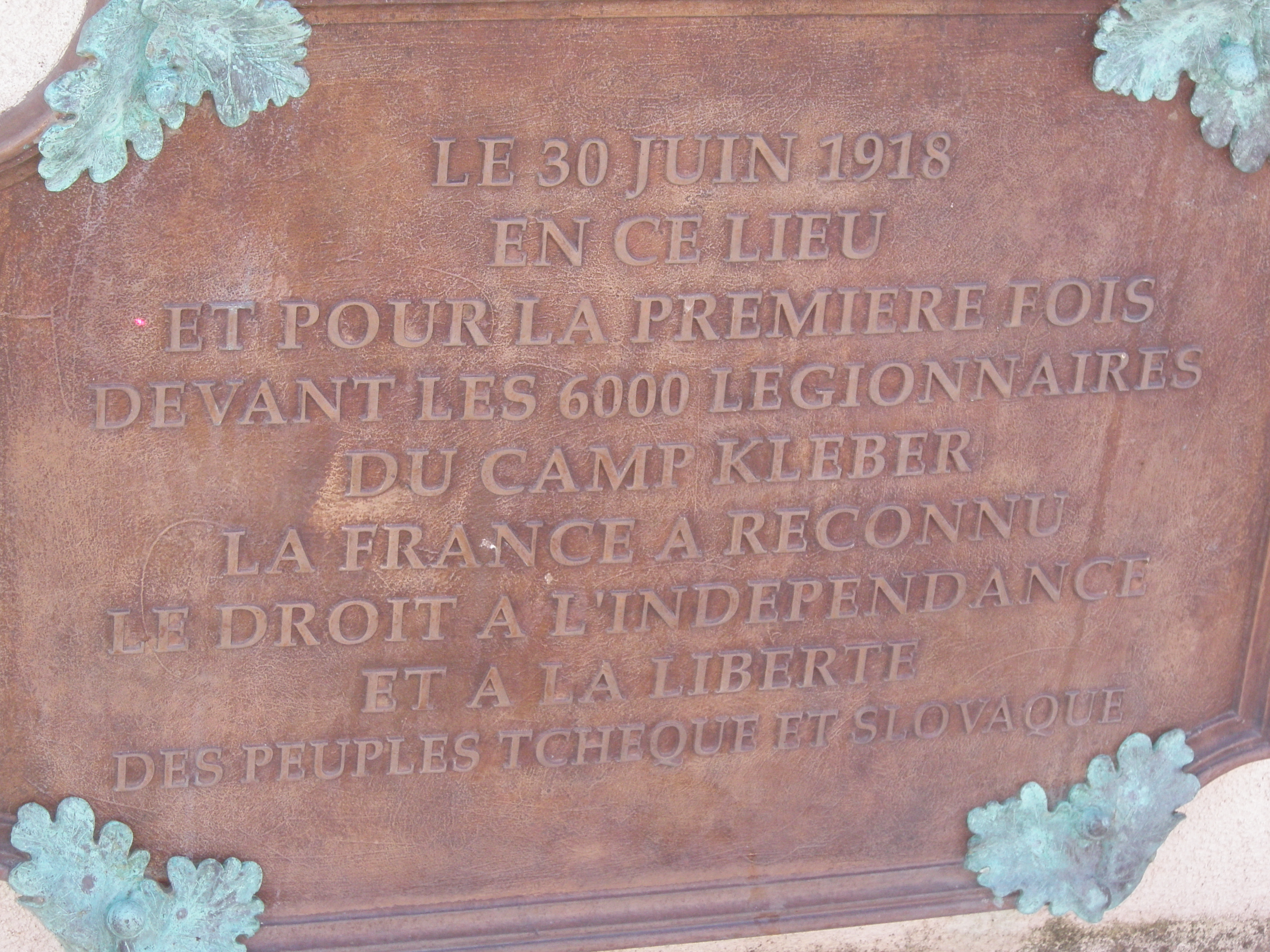
Plaque commémorative à l'entrée du monument du camp Kléber.
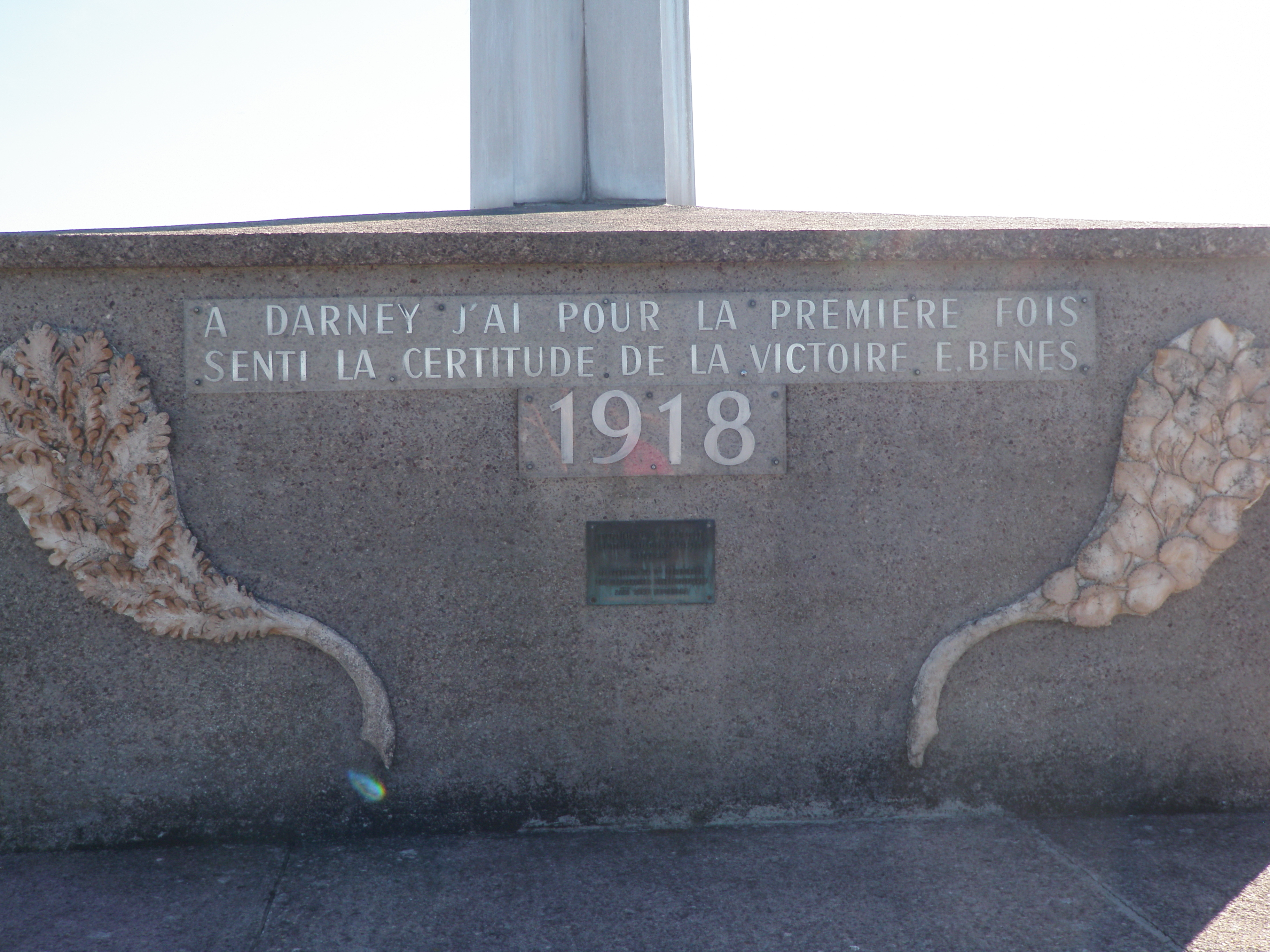
Phrase d'Edouard Benès au monument du camp Kléber.
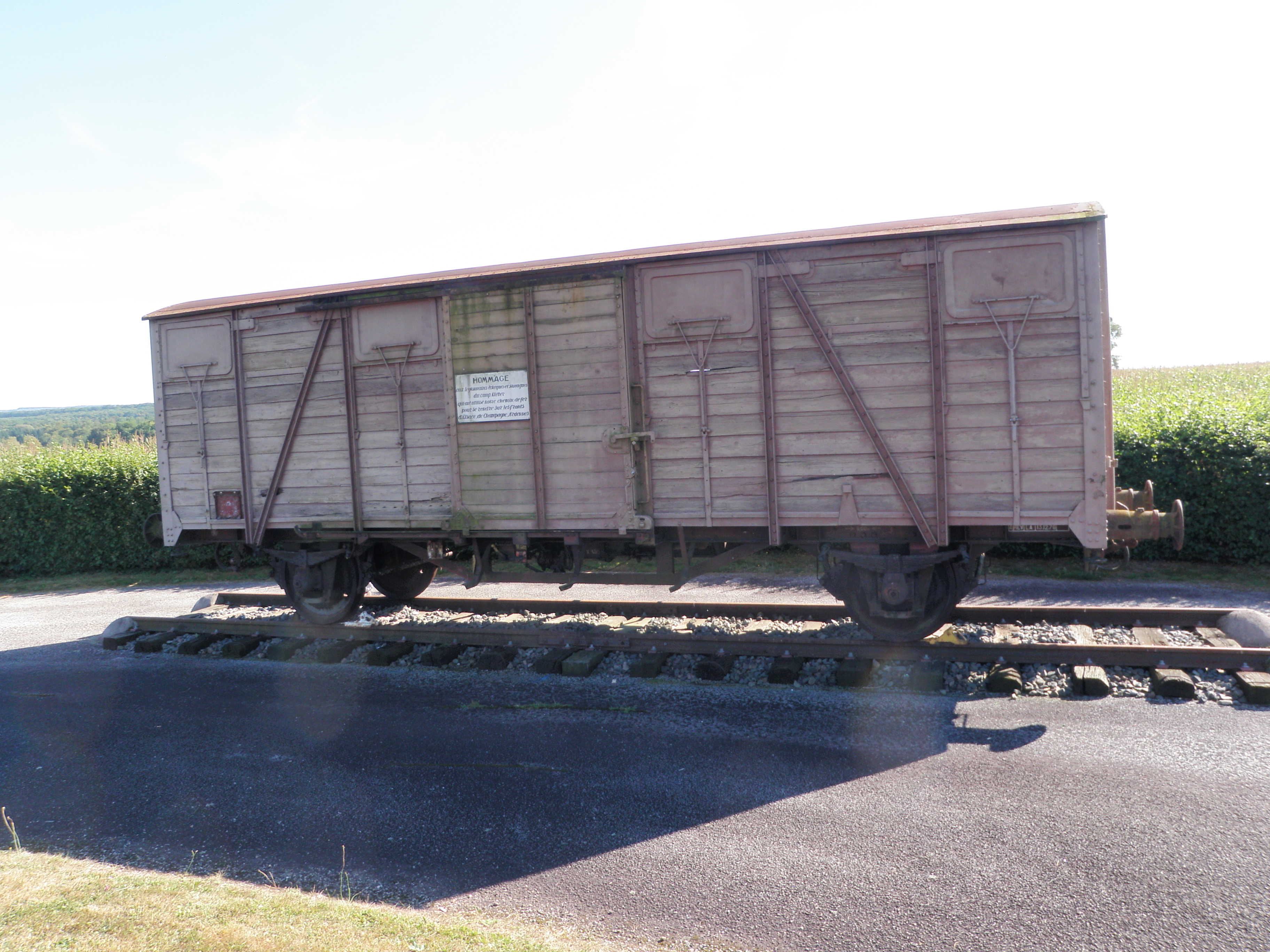
Wagon du monument du camp Kléber.
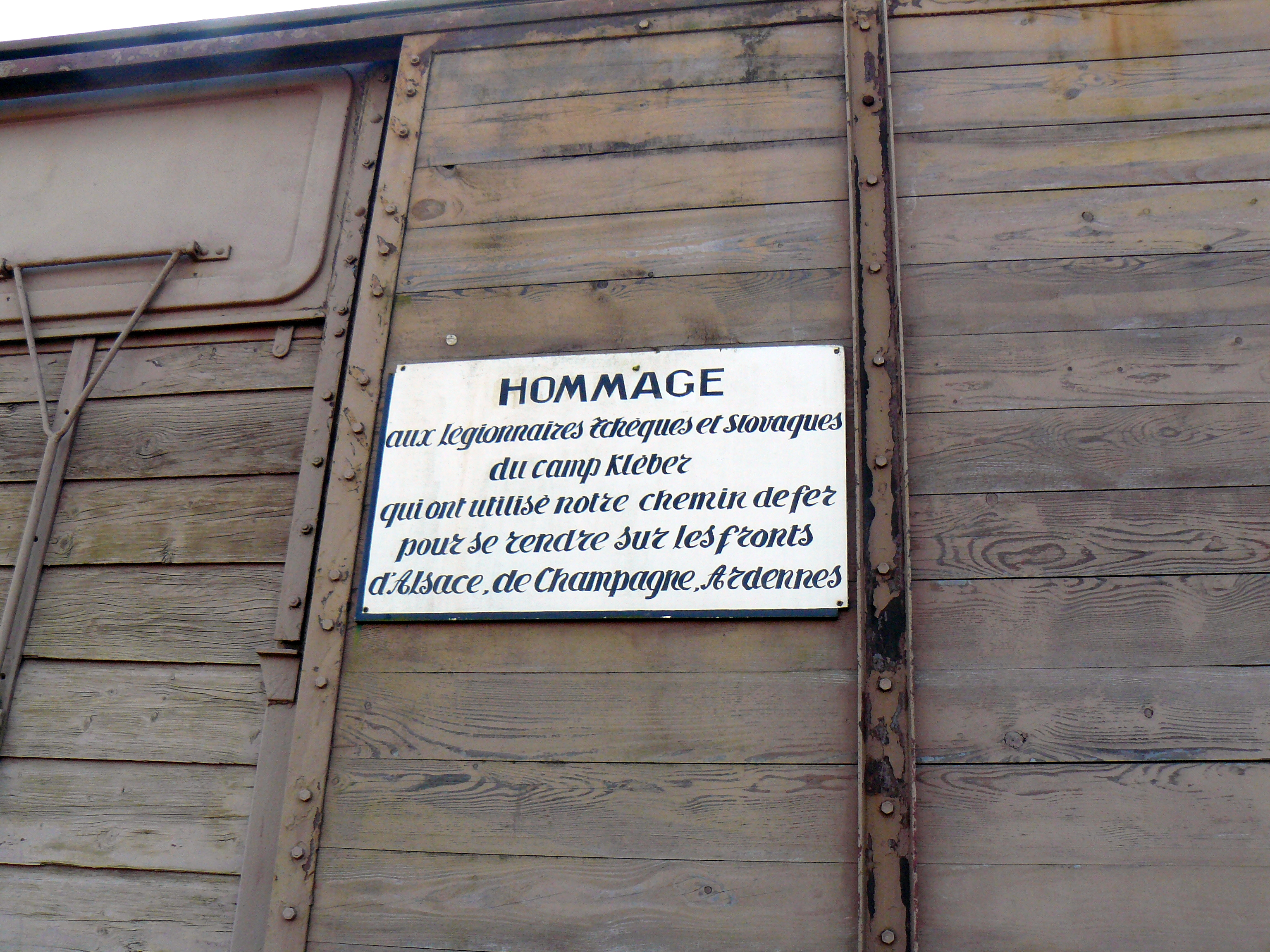
Plaque sur le wagon.
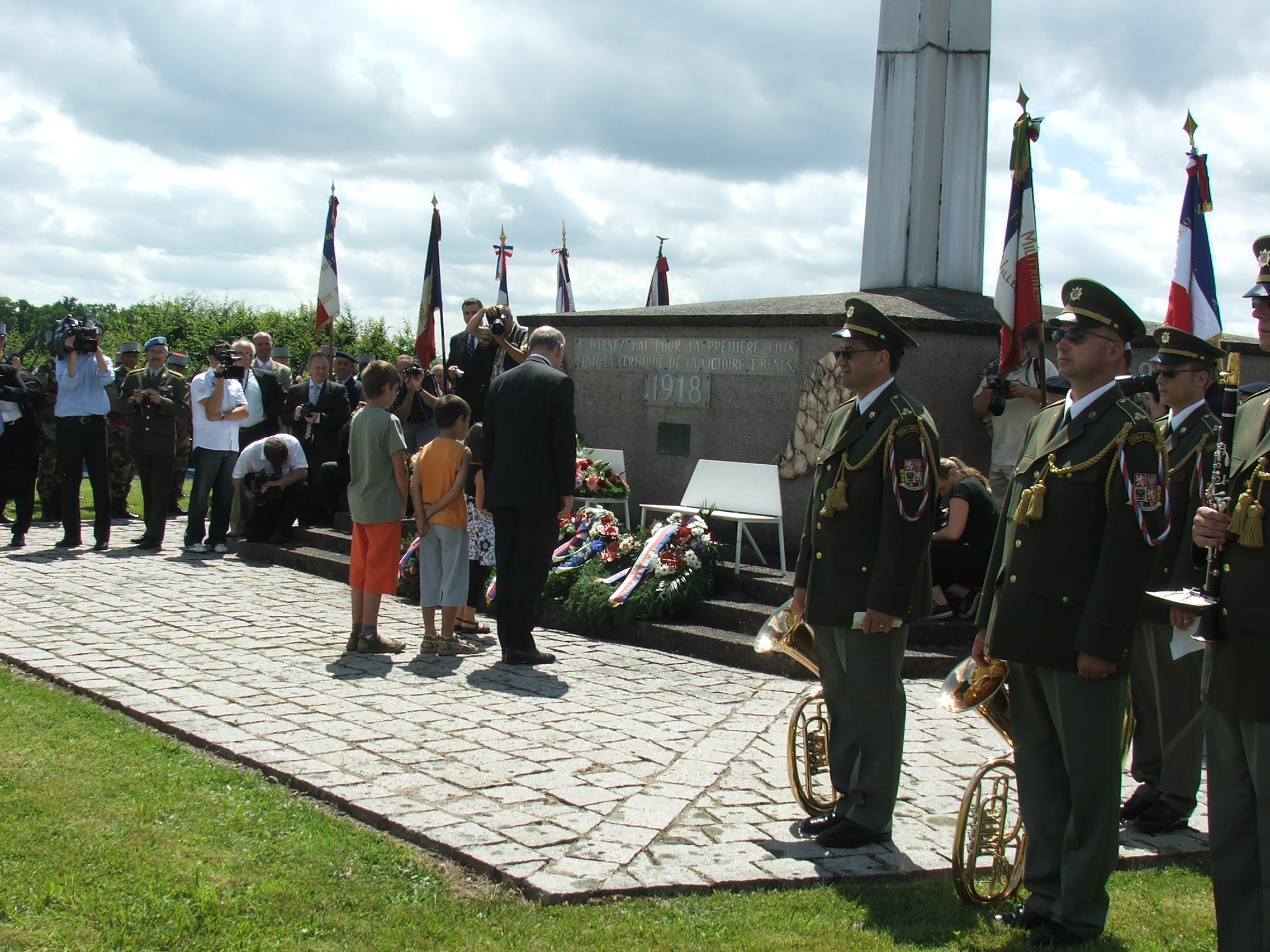
Cérémonie au mémorial le 29 juin 2008.
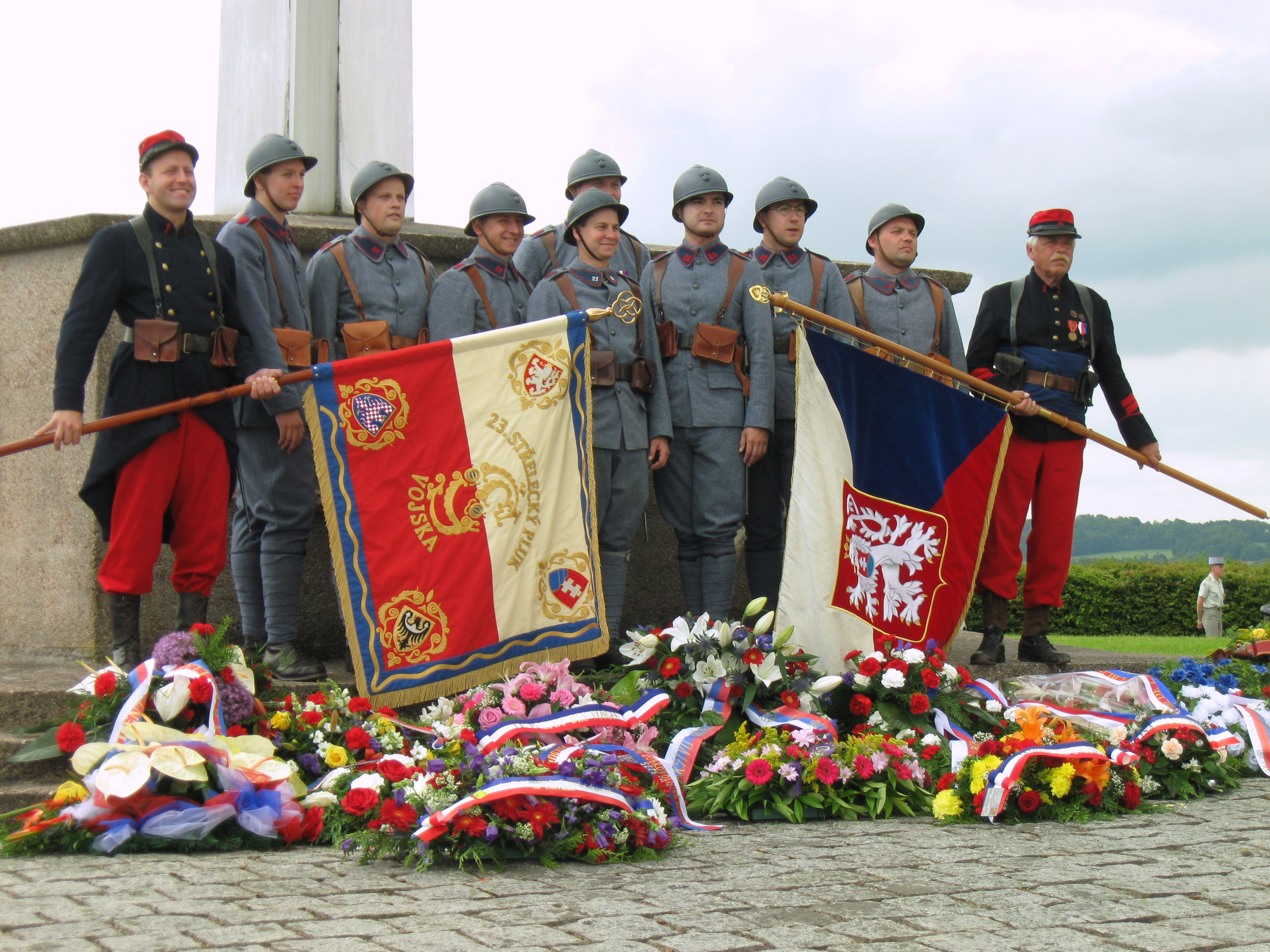
Cérémonie au mémorial le 30 juin 2013.

#### Patrimoine religieux

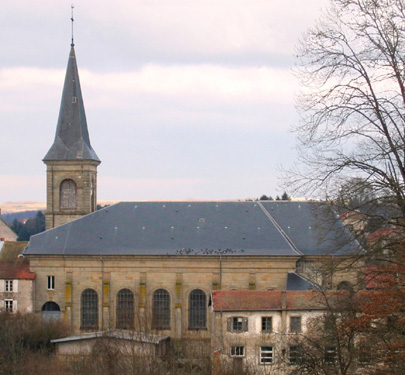
Église Sainte-Madeleine
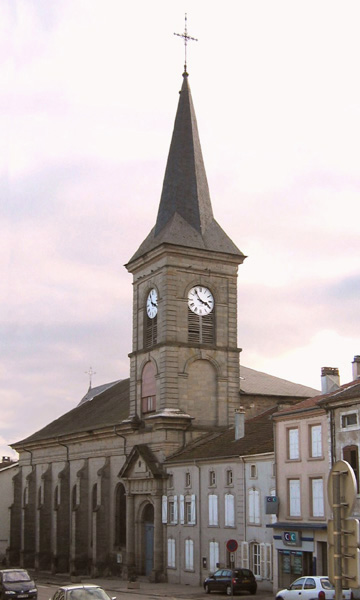
Église Sainte-Madeleine
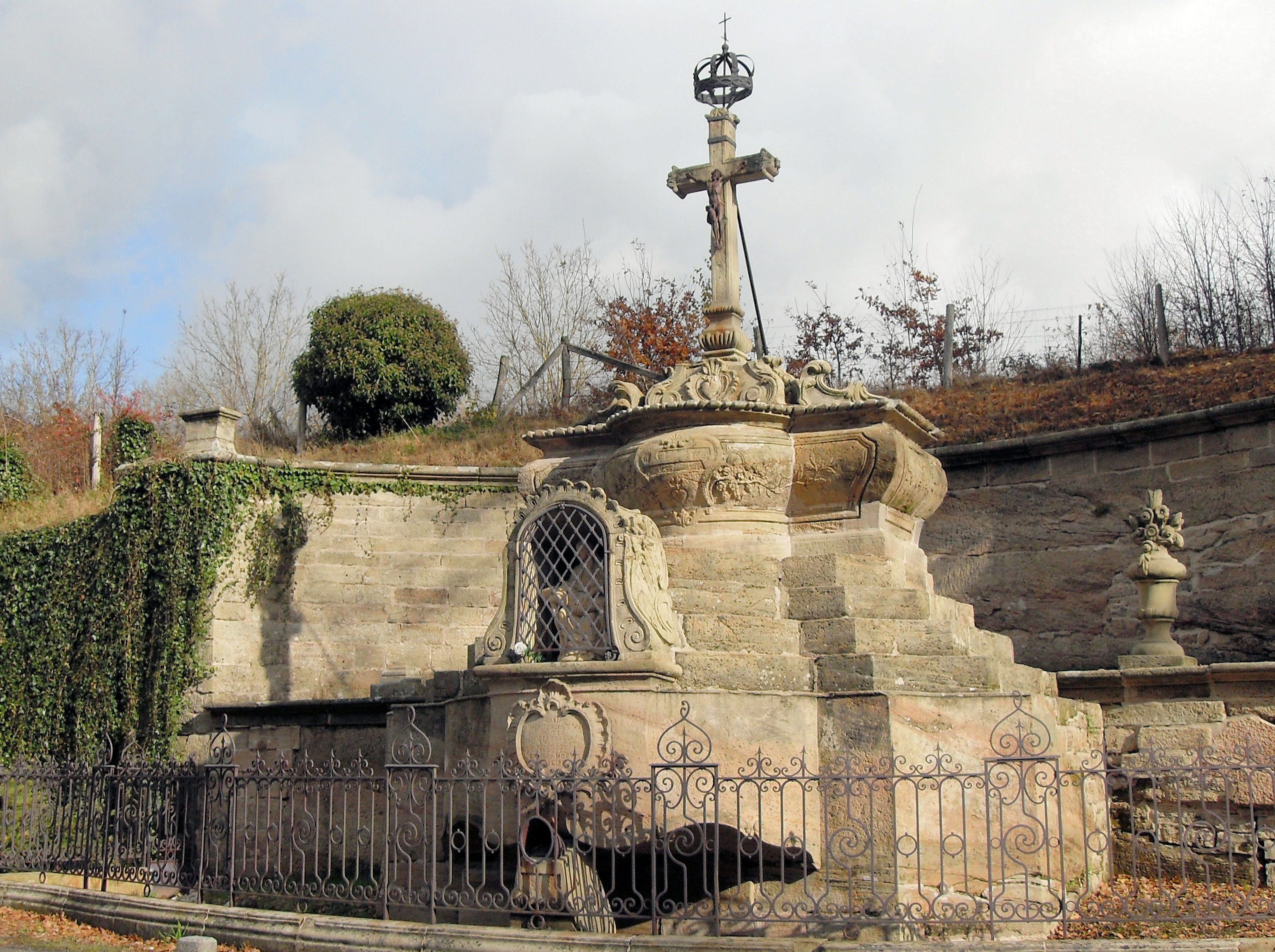
Calvaire monumental

- L'Église Sainte-Madeleine, néo-classique, réalisée entre 1768 et 1789. C'est une des très rares églises de France qui arbore fièrement sur son fronton la devise de la République Liberté, Égalité, Fraternité. Elle est inscrite sur l'Inventaire supplémentaire des monuments historiques par arrêté du 14 décembre 1992[50].

Elle possède plusieurs objets classés :
* une chaire à prêcher (1787/1789),
* des stalles et lambris (XVIIIe siècle),
* un lutrin représentant un aigle éployé perché sur une boule,
* des réalisations de l'ébéniste de Lamarche Jean Baptiste Gerdolle ;
* une grille de communion  attribuée à Jean Lamour (XVIIIe siècle) ;
* une cloche en bronze (1702) ;
* deux statues Le Christ aux liens et Vierge de la pitié du XVIe siècle(XVIe siècle) ;
* trois tableaux La Madeleine repentante,  L'Assomption (XVIIIe siècle)  et Saint-Nicolas(XVIIIe siècle) ;
* un orgue (1853) par Jean-Nicolas Jeanpierre,,,,, ; un service en vermeil donné par la famille Bresson (1825).
Des objets non classés sont également remarquables :
* une horloge mécanique (XXe siècle) ;
* trois peintures de Jeanne d’Arc (1937) ;
* les vitraux du chœur (1853) et des bas-côtés (1895).
- La chapelle Notre-Dame-de-Pitié est construite en 1737 au sein d'une maison de charité fondée en 1732. Elle se situe rue de la République près du pont qui enjambe la Saône.

Elle possède plusieurs objets classés :
* des lambris de Nicolas Gerdolle (XVIIIe siècle) ;
* un maitre autel, un retable et un antependium (XVIIIe siècle et XIXe siècle) ;
* une statue La Prudence (XVIIe siècle) ;
* une toile Saint Joseph et l’enfant Jésus (XVIIe siècle et XIXe siècle) ;
* une vierge à l’enfant (XVIe siècle).
- La chapelle de l'ancien hôpital[72],[73].
- L'Église évangélique mennonite[74].
- Le cimetière.
- Le Calvaire monumental de la rue de la gare[75], classé en 1963 au titre des monuments historiques[76] (classé Monument Historique).

De style Louis XV, il est taillé dans le grès et sculpté en 1758 par Jean Baptiste Gerdolle. Un mur en arc de cercle retient la colline à l'arrière et une grille ferme le monument à l'avant ; un socle rocheux surmonté d'une pyramide à 4 degrés forme un piédestal à une sorte d'autel sculpté ; une piéta est installée sur le devant dans une grande niche décorée et grillagée ; une croix portant une couronne en fer forgé domine l'ensemble.
- Autres calvaires: 
  - une vierge à l'enfant (rue de la gare)
  - une croix (carrefour route de Vittel/route des Rochottes)
  - la croix Hamard (carrefour rue Lecomte/route d'Attigny)
  - la croix vosgienne (rue de la croix vosgienne)
- Square Jeanne d'Arc (carrefour rue de la République/rue de la Gare/rue Jules Ferry) avec la statue de la sainte.

#### Patrimoine commémoratif militaire
- Le monument aux morts du canton de 1870-1871[77] (place Masaryk) se compose d'un pilier commémoratif portant une statue de soldat de 1870 ; les inscriptions 14 avril 1912 et À LA MÉMOIRE DES ENFANTS DU CANTON DE DARNEY MORTS POUR LA PATRIE EN 1870-1871 sont placées sur le devant du pilier.
- Le monument aux morts de 1914-1918 et 1939-1945[78] (place du champ de foire) possède un pilier commémoratif avec un poilu en pierre sur le devant ; l'inscription AUX ENFANTS DE DARNEY MORTS POUR LA FRANCE est placée sur le socle où repose le poilu.
- La stèle EN SOUVENIR DE LA LIBÉRATION DE DARNEY PAR LA 2E DIVISION BLINDÉE GÉNÉRAL LECLERC LE 14 SEPTEMBRE 1944 est inaugurée en 1948 sur la place de la 2e DB. Une borne du serment de Koufra au km 900 à Darney, inaugurée le 14 septembre 2013, complète ce souvenir[79].

#### Patrimoine civil
- Le bourg castral entourant le château conservent quelques vestiges des remparts et des tours médiévales.
- L'Hôtel de ville occupe le site de l'ancien couvent des récollets présents à Darney de 1735 à 1792. Il accueille notamment un Musée de la Préhistoire (ancienne fromagerie)[80].
- Les anciennes halles : le niveau inférieur a ses sept arcades ouvertes sur la rue de la République ; le niveau supérieur est fermé de fenêtres et de quatre portes donnant sur la rue du Château. Ce dernier niveau accueille aujourd'hui la salle des fêtes.
- La maison de retraite (rue Stanislas)
- L'école maternelle et l'école élémentaire (Place du champ de foire) sont construites dans les années 1960 et 1970. Une aire de jeux est ajoutée sur le devant. Les bâtiments des anciennes écoles existent toujours ; on peut voir l'école de garçons (puis mixte) derrière l'église Sainte-Madeleine et l'école de filles le long de la rue de la gare près des anciens abattoirs.
- Les lavoirs construits au XIXe au moment des théories sur l'hygiénisme :
  - Le vieux lavoir, sur le ruisseau de Bois le Comte, au fond de la ruelle de la Marcarerie
  - La fontaine-abreuvoir de la rue Saturnin Humblot
- Les anciens abattoirs (rue de la gare) qui accueillent aujourd'hui un marché
- Les anciennes gare et halle à marchandises sont au sud du bourg. Elles sont situées sur l'ancienne ligne de chemin de fer reliant Darnieulles (et donc Épinal) à Jussey dans la Haute-Saône. La ligne et la gare sont ouvertes en 1886 par la compagnie des chemins de fer de l'Est et repris en 1938 par la SNCF. La ligne ferme ses portes au trafic passager en 1951, puis définitivement au trafic marchandise en 1973.
- Darney est réputée pour sa fabrication de couverts de tables[81].
- Maison d'architecte au 25 rue Jules Ferry

#### Centre d'animation de la préhistoire
C'est un archéosite installé dans les locaux d'une ancienne laiterie. Le centre a réalisé des reconstitutions d’outils, de maison néolithique en intériuer comme en extérieur.

#### Patrimoine naturel
- Le parc du château, à l'est de celui-ci, est un petit lieu de promenade et de détente au sommet du bourg castral.
- La forêt de Darney entoure la cité et les communes environnantes sur 15 000 hectares[27].

### Personnalités liées à la commune
- Nicolas-Sylvestre Bergier (°1718 - †1790), théologien, chanoine de Notre-Dame de Paris.
- Claude François Bergier (°1721 - †1784), frère du précédent, avocat et écrivain.
- Joseph Sébastien Lepaige[83], (1747-1820), homme politique né et décédé à Darney, député des Vosges au Conseil des Anciens.
- Joseph Delesguille, né le 12 septembre 1748, ex jésuite. Il fut le précepteur de Napoléon à l'école de Brienne-le-Château (Aube). Une plaque en son souvenir a été apposée à l'église paroissiale en 2022.
- Jean-Baptiste Bresson (°1760 - 1832), avocat et député à la Convention nationale, né à Darney le 15 août 1760. Il n'a pas voté la mort du roi.
- Charles Thomas Joseph Gabriel Lepaige (1781-1865), député des Vosges.
- Nicolas Basile Bailly, né à Darney le 11 juillet 1817 et mort à Bains-les-Bains le 21 juillet 1903, est un docteur en médecine, inspecteur des Eaux, maire de Bains-les-Bains et conseiller général des Vosges. Il était issu d'une famille dont les racines se situent à Bleurville.
- Édouard Bresson (1826-1911), député des Vosges.
- Paul Rodier (°1848 - †1913), industriel et historien : Les verreries de la forêt de Darney.
- André Barbier (°1885 - †1962), sénateur, député, maire de Darney et président du conseil général des Vosges sous les Troisième et Quatrième Républiques.
- Antoine Argoud (°1914 - †2004), colonel, s'est fait connaître durant la guerre d'Algérie en participant au mouvement de l'OAS.
- Lucien Cordier (°1922 - †1980), spéléologue lorrain, né à Nancy et décédé à Darney.
- Xavier Breton (°1962 - ), député de l'Ain.
- Damia (1889-1978), chanteuse dont la famille est originaire de Darney. Un musée lui est consacré dans le château de Darney.

### Héraldique
| Blason | Blasonnement : D'azur à trois glands montants d'or, feuillés et tigés du même. Commentaires : Ces armes font allusion aux forêts abondantes de la région de Darney, forêts qui ont permis l'implantation d'une industrie du verre florissante. Ce blason peut être comparé à celui de la commune voisine d'Hennezel. |

## Pour approfondir